# 天主教聖母聖心小學

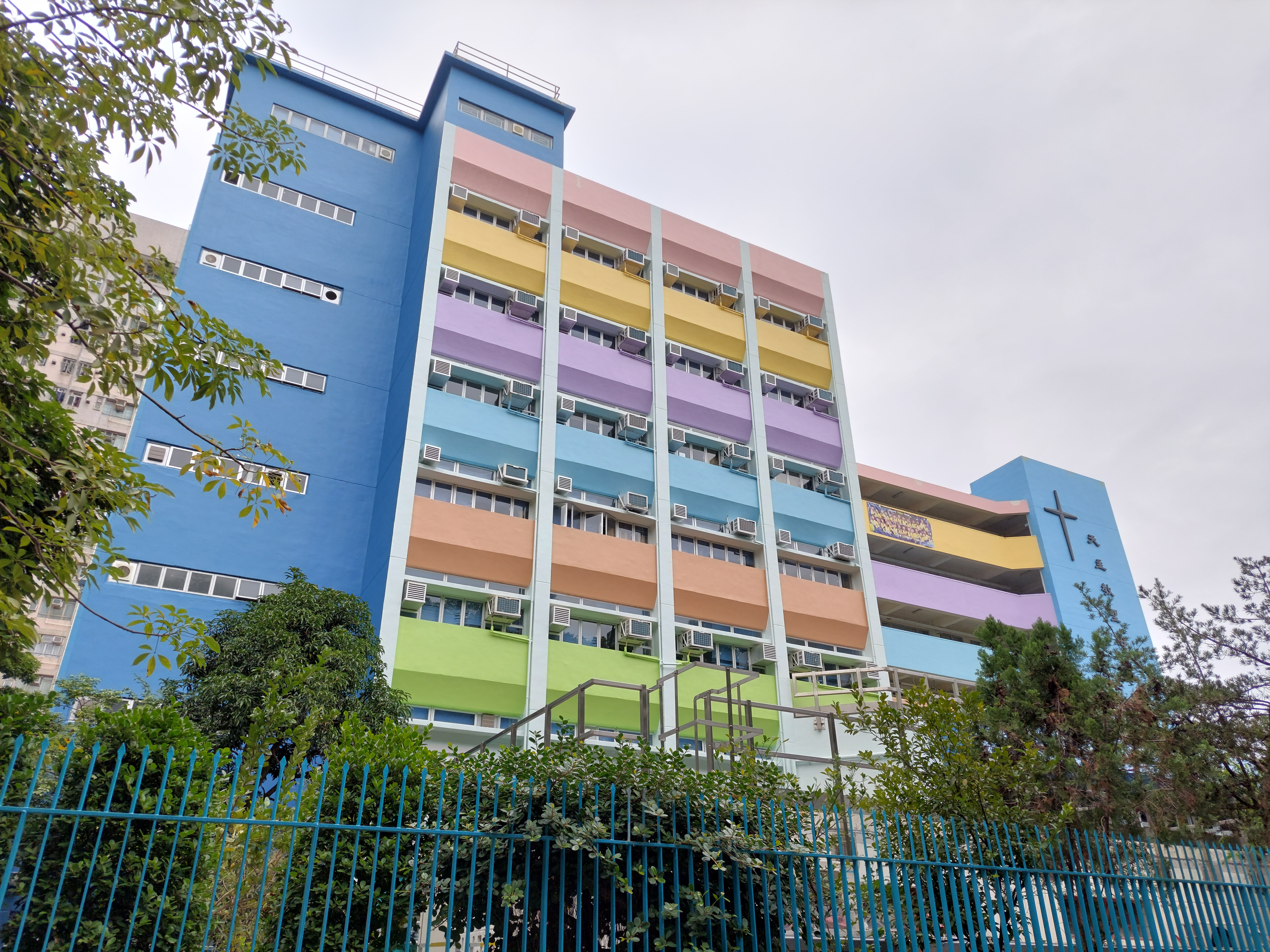
校舍南面

天主教聖母聖心小學（英語：Sacred Heart of Mary Catholic Primary School，英文簡稱：SHMCPS）是由多位神父在1962年6月1日創立的，舊校位於香港大埔運頭街的聖母無玷之心堂，早期學校名稱為「聖母聖心學校」，於1991年由舊校搬往大埔富亨邨。

## 簡介
天主教聖母聖心小學由早期至2004年也分為上午校和下午校。直至2004年9月天主教聖母聖心小學成功申請舉辦全日制，正在就讀上午校或下午校的學生可以繼續就讀上、下午校；但於2003年入讀的學生在2008年（即小六時）會由上、下午校轉為全日制，全日制校長會由上午校校長兼任。
2007年，天主教聖母聖心小學大革新。上午校及全日制校長將會兼任下午校校長，改名至「天主教聖母聖心小學校長」。而副校長由本來上、下午校各一個變為一校三個；除了原本的上、下午校副校長外，還有原下午校的學生發展組主任及數學科科目主任廖肇強先生。

## 科目
直至現時為止，天主教聖母聖心小學合共有十項科目，包括：宗教科、中文科、英文科、數學科、常識科、音樂科、體育科、視覺藝術科（美勞）、普通話科、資訊科技科（IT，電腦）；每一個科目都有一位科目主任（簡稱「科任」）負責統籌該科。

## 校歌
萬福至聖母皇加冕，吁，瑪利亞。
萬福至慈聖愛之母，吁，瑪利亞。
愛品天神同詠吟，智品天神共歡忻，
天上地下齊歌唱，萬福，萬福，萬福母皇。
至聖慈愛聖母聖心，為我等祈。
引領我以熱誠之心，愛護別人，
鼓勵我們同奮發，品德學問齊增進，
我們都是主子女，努力，努力，與主相偕。
我們生命歡欣之源，吁，瑪利亞。
我們憂悶苦痛之援，吁，瑪利亞。
愛品天神同詠吟，智品天神共歡忻，
天上地下齊歌唱，萬福，萬福，萬福母皇。

## 歷任校監
- 校監（全校制）（早期）
  - 桑德嵐神父[1]
  - 格普黎神父（不肯定，待查）
- 校監（上、下午校）（全校制）（？—2004年）
  - 不明（？—？）
  - 劉煒堅博士 署理校監（？—2003年）
  - 周偉文神父 校監（2003年—2004年）
- 校監（上、下午及全日制）（全校制）（2004—現今）
  - 周偉文神父 校監（2004年—2009年）
  - 歐陽輝神父 校監（2009年—？）

## 歷任校長
- 上午校校長（？—2004年）
- 不明（？—？）
- 劉歡容 上午校校長（1990年—2004年）
- 下午校校長（？—2007年）
  - 不明（？—1991年）
  - 關振偉 下午校校長（1991年—2004年）
  - 侯麗珊 下午校署理校長（2004年—2007年）
- 上午校及全日制校長（2004年—2007年）
  - 林貴蓮 上午校及全日制校長（2004年—2007年）
- 校長（上、下午及全日制）（全校制）
  - 林貴蓮 校長（2007年9月—2014年)
  - 劉偉傑 校長 (2014年—2020年)
  - 周麗雄 校長 (2020年-2021年)
  - 劉敏怡 校長 (2021年-現今)

## 歷任副校長
- 上午校副校長（？—2004年）
  - 葉惠冰（？—2000年）
  - 陳婉玲 上午校副校長（2000年—2004年）
- 下午校副校長（1992—2007年）
  - 陳志昌 下午校副校長（1992年—2007年）
- 上午校及全日制副校長（2004年—2007年）
  - 陳婉玲 上午校及全日制副校長（2004年—2007年）
- 副校長（上、下午及全日制）（2007年9月—2008年7月）
  - 陳志昌 副校長 （2007年9月—2008年7月）
  - 陳婉玲 副校長 （2007年9月—2008年7月）
  - 廖肇強 副校長 （2007年9月—2008年7月）
- 副校長（全日制）（2008年9月—現今）
  - 黃永文  副校長 （2008年9月—2017年7月）
  - 黃光照  副校長 （2008年9月—2023年7月）
  - 鍾雲漢  副校長 （2018年9月—現今）
  - 馮桂芳  副校長 （2023年9月—現今）

## 來賓
天主教聖母聖心小學校內舉辦了無數的活動，例如:畢業典禮、畢業聚餐、畢業彌撒 、畢業茶會、問答比賽、結業禮等等；有時候又會邀請嘉賓參加或參觀學校，來臨過學校的嘉賓有些是神父、博士等等，他們可能兼任某些該校職位的。

### 神職人員
- 桑德嵐神父
- 格普黎神父
- 周偉文神父
- 杜逸文神父
- 陳永超神父
- 潘子光神父
- 歐陽輝神父
- 高旭神父

### 博士
- 劉煒堅博士

### 中學校長或副校長
- 陳錦添校長
- 陳伯嘉校長
- 周家駒副校長

## 聖張大鵬小堂
聖張大鵬小堂（英語：Saint Zhang Dapeng Chapel）是一座香港天主教小堂，由天主教香港教區管理，屬聖母無玷之心堂區。位於新界大埔 富亨邨第一期（天主教聖母聖心小學）。在1993年開始在主日舉行彌撒，名為真福張大鵬小堂，並於屬大埔聖母無玷之心堂區。2000年10月1日，更名為聖張大鵬小堂。

### 彌撒及禮儀時間
- 主日彌撒：上午10：00（粵語）

## 外部連結
- 天主教聖母聖心小學 （页面存档备份，存于）